# Амиров, Кулман Молдазимович
Кулман Молдазимович Амиров (род. 26 августа 1939, Фрунзе) — советский и казахстанский государственный деятель. Заслуженный строитель Казахской ССР.

## Трудовая деятельность
1963—1965 гг. Инженер-строитель, старший прораб, начальник Экибастузского участка «Павлодарсантехмонтаж».
1965—1970 гг. Начальник управления, заместитель управляющего треста «Промдорстрой» Министерства автодорог Казахской ССР.
1970—1974 гг. Инструктор отдела транспорта и связи ЦК Компартии Казахской ССР.
1974—1993 гг. Заместитель министра, Первый заместитель министра «Министерства монтажных и специальных строительных работ» Казахской ССР.
1993—2002 гг. Первый вице-президент государственного концерна «Минмонтажспецстрой», Первый вице-президент Акционерной холдинговой компании «Монтажспецстрой».

## Образование
1958—1963 г. Казахский технологический институт в г. Чимкент, специальность инженер-строитель.
1973—1975 гг. Высшая партийная школа при ЦК КПСС.
1979—1981 гг. Академия общественных наук при ЦК КПСС.

## Биография
В 30-е годы, когда в казахскую степь пришел голод, крестьянская семья Амировых переехала в г. Фрунзе (Ныне — Бишкек), Киргизской ССР, а в 1939 г. у них родился сын Кулман. Позже, уже втроем они вернулась на родину — в поселок Карасу , Меркенского района. Устоявшуюся жизнь нарушила Великая Отечественная война. Отец ушел на фронт. В 1942 году погиб в сражениях под Сталинградом. Многотрудную колхозную жизнь военной и послевоенной поры мальчик познал с малолетства. В школе учился с усердием и удовольствием. В выборе будущей профессии решающую роль сыграл дядя Кулмана — известный в республике человек Асанбай Аскарович Аскаров. Он посоветовал вчерашнему школьнику учиться на строителя — точно знал, что за этим будущее.

## Памятники эпохи
Находясь на руководящих должностях, Амиров Кулман Молдазимович внес большой вклад в ходе строительства крупнейших в Республике промышленных комплексов, предприятий и объектов инфраструктуры. В их числе угольные разрезы в Экибастузе, комплексы по производству минеральных удобрений и химических продуктов в Жамбыл-Каратауском регионе, добыче и переработке руд, производству черных и цветных металлов в Центральном и Восточном Казахстане, Павлодарский, Южно-Казахстанский, Атырауский нефтеперерабатывающие заводы. Строительство стартовых площадок № 110 и № 45 на космодроме Байконур. Возведение железнодорожной станции Чара во время прокладки Байкало-Амурской магистрали (Россия). Строительство градообразующих объектов и промышленных предприятий г. Алматы: всемирно известный каток Медеу и высокогорная селезащитная плотина, гостиница «Казахстан», Дворец Республики, телевизионная башня «Кок-Тобе», объекты по программе «Жилье-91» и мн. др.
В рамках реализации инициативы Н. А. Назарбаева по ядерному разоружению принимал активное участие в программе ликвидации ядерных ракетных установок средней дальности в РК.

## Награды и звания
Награждён медалями, почетными грамотами Верховного Совета Казахской ССР.
В 1985 г. присвоено звание Заслуженного строителя Казахской ССР.
Член-корреспондент Инженерной академии Республики Казахстан.